# Ault
Ault – miejscowość i gmina we Francji, w regionie Hauts-de-France, w departamencie Somma.
Według danych na rok 2011 gminę zamieszkiwały 1674 osoby, a gęstość zaludnienia wynosiła 279 osób/km² (wśród 2293 gmin Pikardii Ault plasuje się na 135. miejscu pod względem liczby ludności, natomiast pod względem powierzchni na miejscu 785.).